# Geoffrey von Monmouth

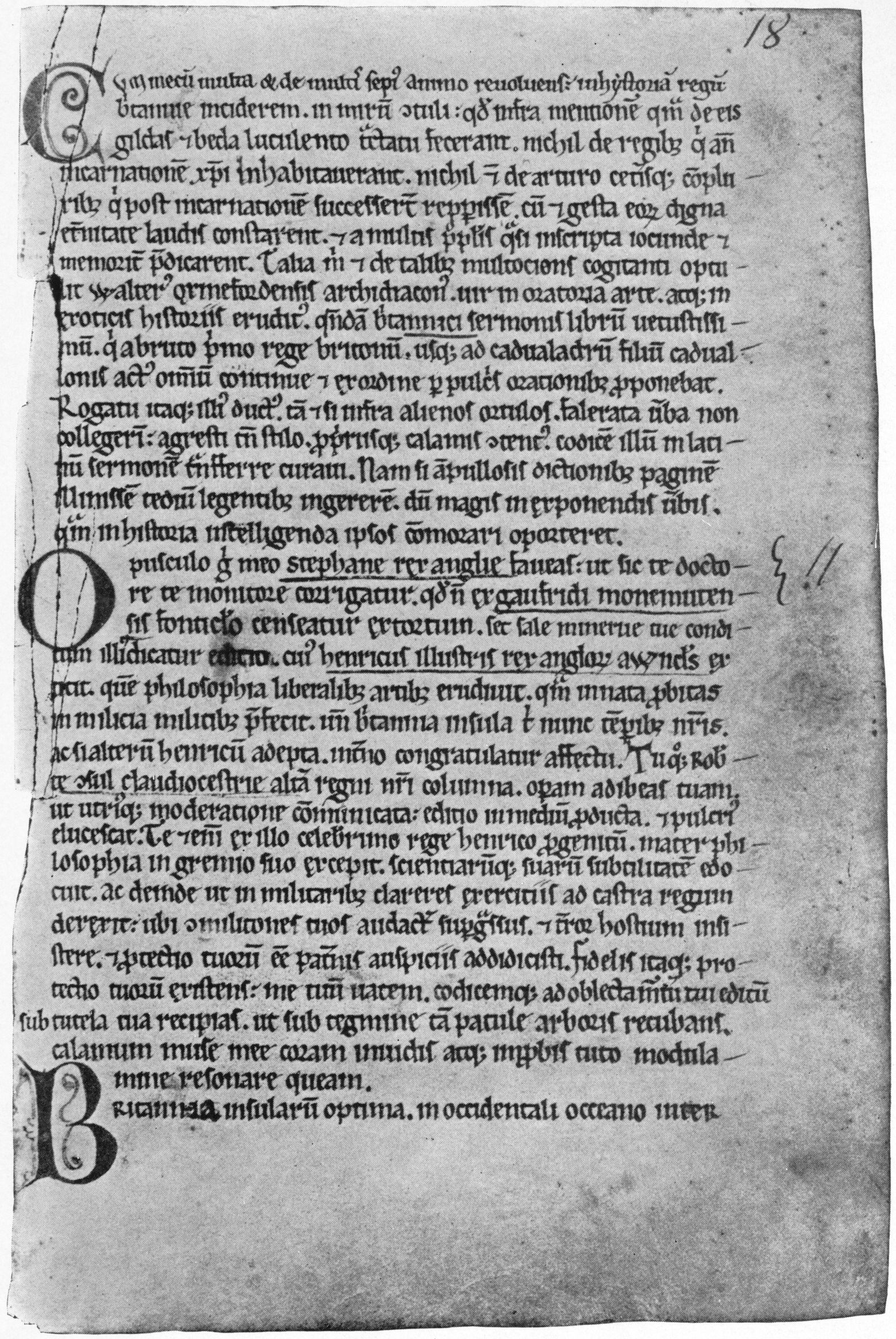
Geoffrey von Monmouth, Historia regum Britanniae, Widmung. Handschrift Bern, Burgerbibliothek, 568, fol. 18r (12. Jahrhundert)

Geoffrey von Monmouth (walisisch Gruffudd ap Arthur, auch Sieffre o Fynwy; lateinisch Galfridus Monemutensis; * um 1100 wohl in Monmouth; † um 1154 in Cardiff) war ein britischer Geistlicher, Gelehrter und Geschichtsschreiber.

## Leben und Werk
Geoffrey stammte aus Wales oder aus dem englischen Grenzland zu Wales. Seine Familie war möglicherweise bretonischer Herkunft und gehörte zu den anglo-normannischen Adelsfamilien, die seit der Normannischen Eroberung Englands auch den Süden von Wales besiedelten. Vielleicht war er Benediktiner in der Monmouth Priory und Augustinerchorherr in Oxford. Jedenfalls erscheint sein Name zwischen 1129 und 1151 in sechs Urkunden aus der Gegend um Oxford, in denen er sich bisweilen als Magister (Lehrer) bezeichnet.
Geoffrey verfasste die Historia Regum Britanniae, die nach antikem Vorbild das Leben der britischen Könige beschreibt. Die Historia beginnt mit Brutus von Britannien dem Trojaner, der als Ahnherr aller Briten festgeschrieben wird, und reicht bis Caswallawn, dem König von Nordwales, der von etwa 625 bis 634 regierte. Auch die Artussage wird hier erstmals in ihrer ausgeschmückten Form vorgestellt. Es handelt sich um eine typische ethnogenetische Erzählung mit sehr vielen sagenhaften Elementen, die aber Material aus der walisischen Überlieferung aufgreift. Geoffrey selbst behauptet, er habe als einziger Zugang zu keltischen Quellen für seine Geschichte.
Durch seine Historia erlangte Geoffrey die Gunst des Earl of Gloucester, der ihn um 1140 zum Erzdiakon von Llandaff und 1152 zum Bischof von Asaph ernannte, welches Amt er aber wohl nie antrat. Um 1150 schrieb Geoffrey die Vita Merlini, die auf walisische Gedichte zurückgreift, die dem sagenhaften Dichter Myrddin zugeschrieben wurden.
Mit seiner Beschreibung des Massakers an den britischen (keltischen) Adeligen durch die angelsächsischen Einwanderer im Jahre 450 in Salisbury prägte Geoffrey von Monmouth den stehenden Ausdruck Nacht der langen Messer.

## Ausgaben und Übersetzungen
- The history of the kings of Britain. (Arthurian Studies. Band 69). An edition and translation of De gestis Britonum (Historia regum Britanniae). Edited by Michael D. Reeve. Translated by Neil Wright. Boydell Press, Woodbridge 2007, ISBN 978-1-84383-206-5 (lateinisch, englisch).
- The History of the Kings of Britain. Translated with an introduction by Lewis Thorpe. Penguin Books, Harmondsworth u. a. 1966.
- Die Geschichte der Könige von Britannien [ausführliche Inhaltsangaben und das Kapitel Der Britenkönig Arthur in deutscher Übersetzung]. In: Karl Langosch, Wolf-Dieter Lange (Hrsg.): König Artus und seine Tafelrunde. Europäische Dichtung des Mittelalters. Philipp Reclam Junior, Stuttgart 1980, ISBN 978-3-15-009945-2, S. 5–71.
- Vita Merlini. = Das Leben des Zauberers Merlin. Erstmals in deutscher Übertragung mit anderen Überlieferungen herausgegeben von Inge Vielhauer. Castrum-Peregrini-Presse, Amsterdam 1964; 4. Auflage ebenda 1985.